# Hekima University College
Hekima University College est une université jésuite d'études théologiques à Nairobi, au Kenya, affiliée à l'Université catholique d'Afrique de l'Est. Elle a ouvert ses portes en 1984, principalement comme séminaire pour les jésuites se préparant à devenir prêtres, et s’est depuis lors élargie. En 2004, elle a ouvert l'Institut d'études sur la paix et les relations internationales (HIPSIR).

## Histoire
Elle a commencé comme une école de théologie jésuite anglaise en Afrique subsaharienne pour ceux qui étudient pour le sacerdoce, offrant les mêmes cours et programmes pour les laïcs, hommes et femmes. En 2015, le programme de théologie de premier cycle a réuni des laïcs hommes et femmes et quatorze congrégations religieuses. L'initiative HIPSIR du Collège a été accréditée par la Commission de l'enseignement universitaire depuis 2007,.
Les programmes offerts sont un baccalauréat en théologie (BTh) et un diplôme d'études supérieures en théologie pastorale. Ses cours sont un programme de formation théologique pour les laïcs, une retraite dirigée ignatienne, une retraite dirigée et des certificats en gestion, en pensée sociale catholique et consolidation de la paix, en leadership et en gestion de la transformation post-conflit par HIPSIR.

## Institut historique jésuite en Afrique
L'université abrite également l'Institut historique jésuite en Afrique (JHIA), qui depuis 2010 se consacre à préserver le record de la participation des missionnaires jésuites en Afrique.

## Institut d'études sur la paix
En 2004, Hekima a inauguré l'Institut d'études de la paix et des relations internationales d' Hekima (HIPSIR). Il offre une maîtrise ès arts (MA) en résolution de conflits et justice transitionnelle en Afrique post-coloniale, ainsi que des cours de certification dans des matières connexes. Il parraine également des conférences et des forums réunissant des experts de tout le continent et de l'étranger.
La mission de l'institut est de "construire une société où la dignité humaine est respectée, les droits de l'homme sont promus, la foi et la justice sont respectées, les ressources économiques et naturelles sont partagées équitablement, les relations internationales sont maintenues sur la base de principes qui promeuvent et respecter la vie humaine, les personnes et les institutions au pouvoir responsable, et l'excellence académique est recherchée afin de réaliser pleinement le potentiel humain. " 
HIPSIR publie le bulletin d'information HIPSIR et le Dialogue sur la paix.